# Svatopluk van Bohemen
Svatopluk van Bohemen (circa 1075 - 21 september 1109) was van 1107 tot 1109 hertog van Bohemen. Hij behoorde tot de dynastie van de Přemysliden.

## Levensloop
Hij was de oudste zoon van hertog Otto I van Olomouc en Euphemia van Hongarije. In 1091 werd hij hertog van Olomouc en bleef dit tot in 1107, toen hij hertog van Bohemen werd.
In 1092 moest Svatopluk normaal gezien door het senioraatsprincipe Vratislav II opvolgen als hertog van Bohemen. Dit plan ging echter niet door, want het was Vratislavs zoon Břetislav II die de Boheemse troon besteeg. Ook na Břetislavs dood in 1100 werd Svatopluk geen hertog, want het was Břetislavs broer Bořivoj II die de nieuwe hertog van Bohemen werd.
In 1105 wilde Svatopluk de macht in Bohemen grijpen via een veldtocht, maar deze mislukte. Uiteindelijk kon hij via intriges in 1107 Bořivoj II ten val brengen en zelf de Boheemse troon bestijgen. Toen Svatopluk het verzoek aan keizer Hendrik V kwam doen om de Boheemse troon te mogen bestijgen, werd hij echter gearresteerd. Als er 2500 kilo zilver als losgeld werd betaald, kon Svatopluk vrijkomen. Het probleem was echter dat Svatopluk dit niet kon betalen. Uiteindelijk kon Svatopluk keizer Hendrik V ervan overtuigen om maar 2/3e van zijn losgeld te betalen, maar dan moest hij in ruil deelnemen aan een veldtocht tegen Hongarije. Nadat dit akkoord afgesloten werd, werd Svatopluk vrijgelaten.
Hij hoopte door deel te nemen aan een oorlog tegen Hongarije en Polen dat Hendrik V hem zou erkennen als Boheems hertog. Daarom sloot hij zich in 1108 met zijn leger aan bij het leger van keizer Hendrik V. Omdat koning Bolesław III van Polen zelf ook Bohemen aanviel, moest Svatopluk zich terugtrekken en terugkeren naar Bohemen. Nadat hij de koning van Polen had verjaagd, begon Svatopluk een nieuwe veldtocht tegen Hongarije. In Moravië verloor Svatopluk op het slagveld een oog en in Silezië sloot hij zich aan bij de troepen van keizer Hendrik V. Het was daar dat Svatopluk in een hinderlaag werd gelokt en door een aanhanger van de vroegere hertog Bořivoj II werd vermoord. 
Svatopluk was gehuwd met een vrouw wier identiteit onbekend is. Ze kregen een zoon:
- Wenceslaus (1107-1130), hertog van Olomouc